# Verneuil-sur-Seine
Verneuil-sur-Seine is een gemeente in Frankrijk. Het ligt aan de zuidoever, aan de linker oever van de Seine, op 30 km ten westen van het centrum van Parijs. De bebouwde kom van Verneuil-sur-Seine ligt tegen de gemeente Vernouillet aan en wordt door verschillende waterpartijen van de Seine gescheiden.
Er liggen twee spoorwegstations: Vernouillet - Verneuil en Les Clairières de Verneuil in Verneuil-sur-Seine.

## Kaart
De onderstaande kaart toont de ligging van Verneuil-sur-Seine met de belangrijkste infrastructuur en aangrenzende gemeenten.

## Afbeeldingen

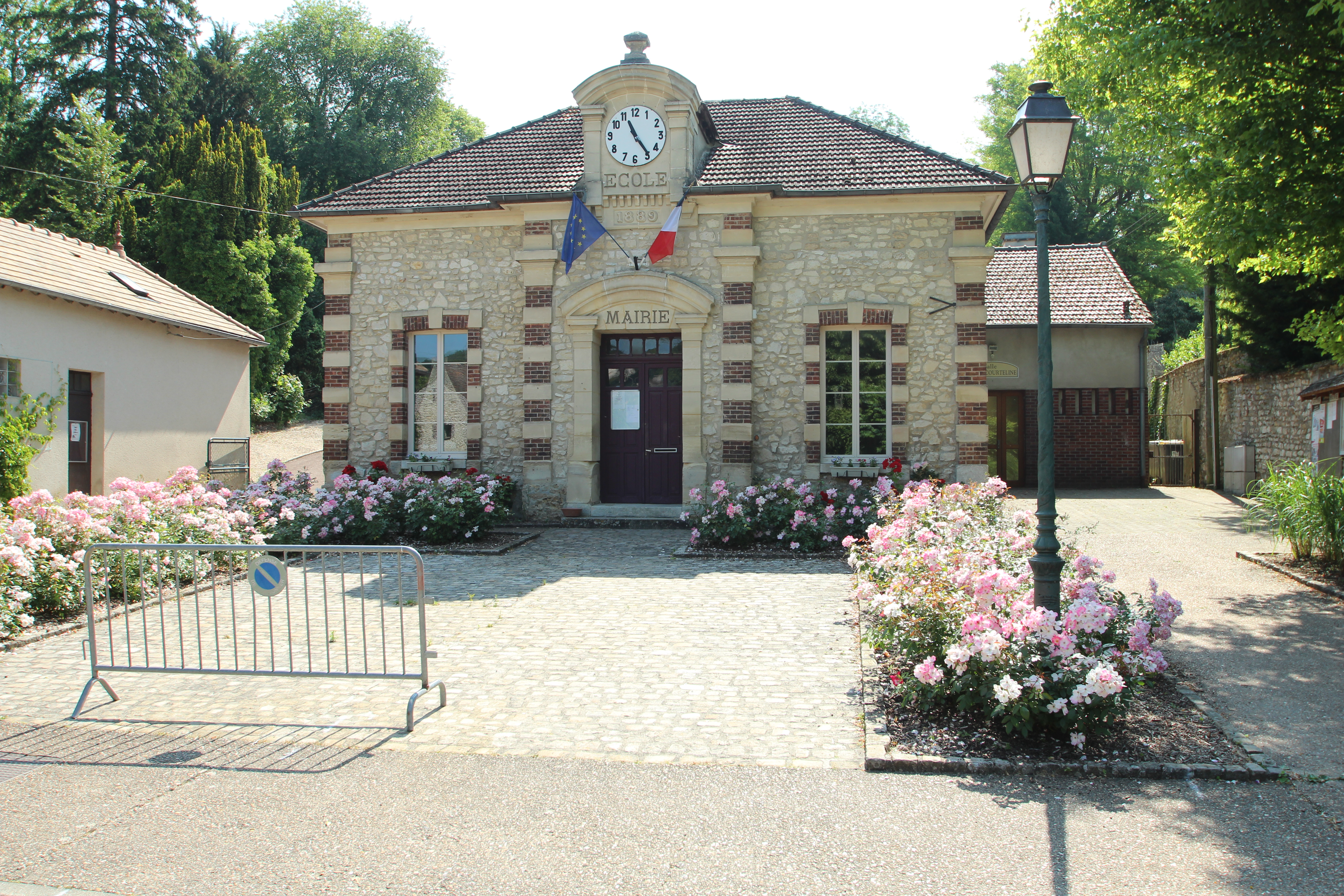
gemeentehuis
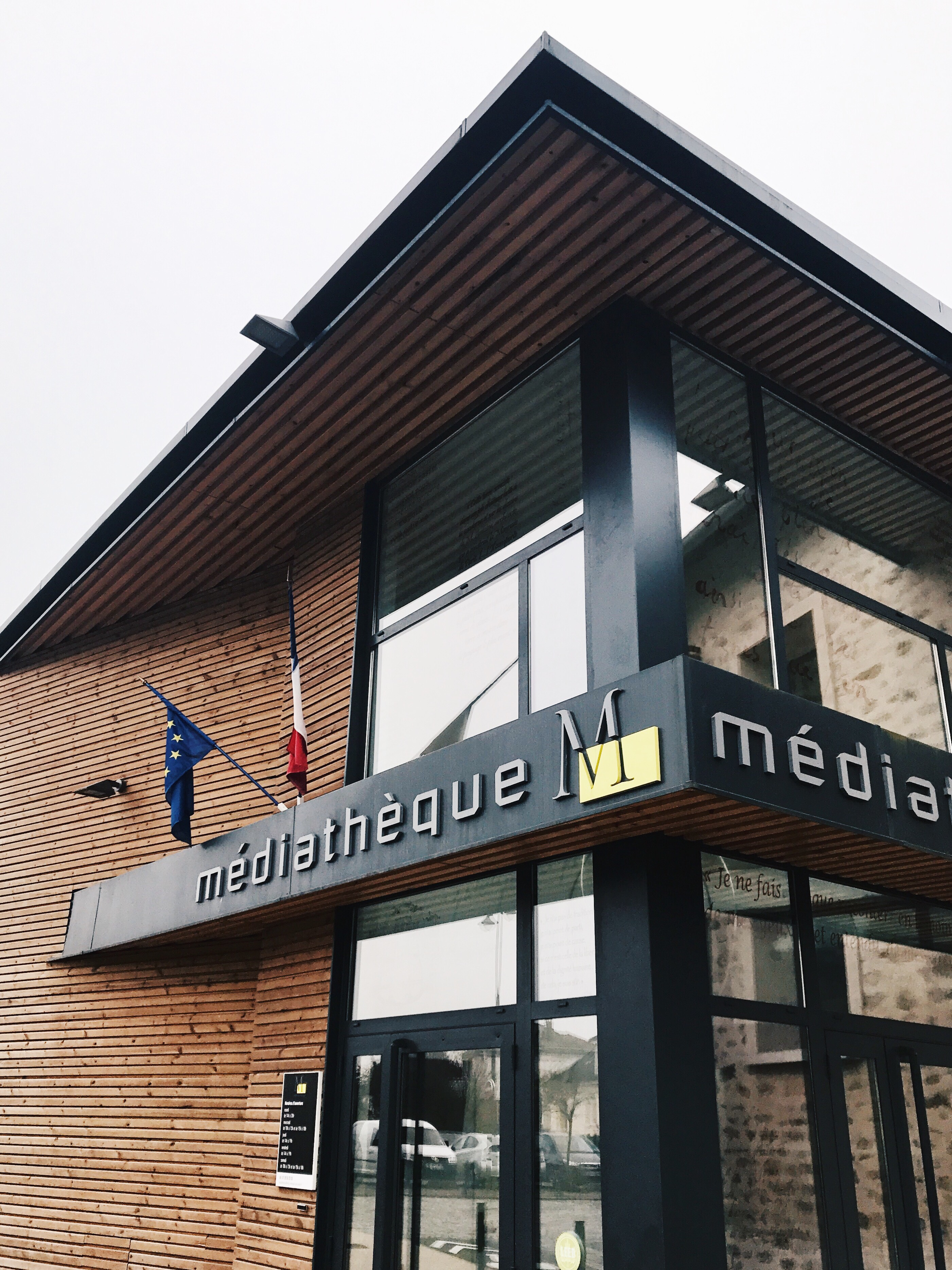
mediatheek
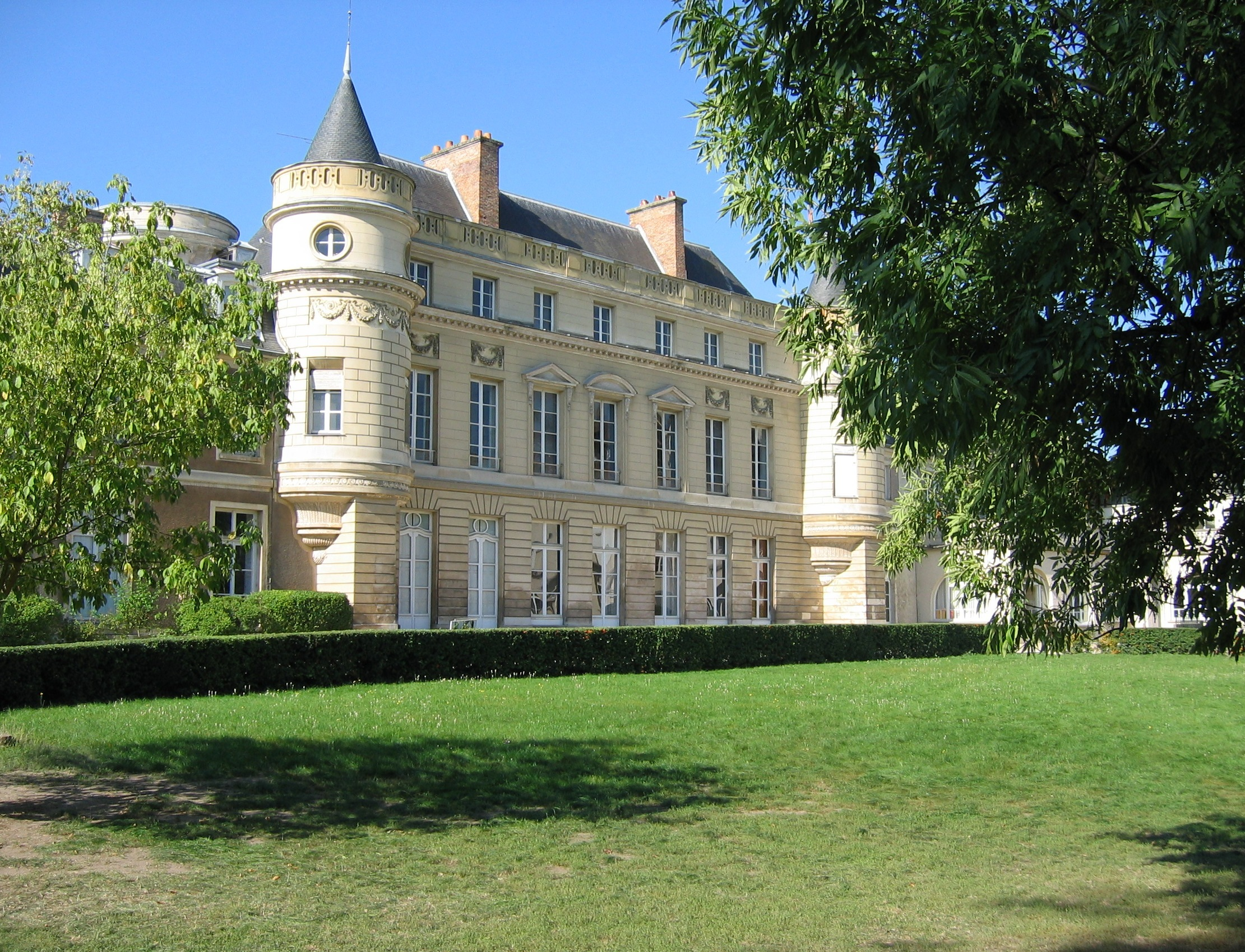
kasteel

## Demografie
Onderstaande figuur toont het verloop van het inwonertal, bron: INSEE-tellingen. 

## Partnersteden
- Aguilar de la Frontera
- Beaconsfield
- Weiterstadt

## Geboren
- Alexis de Tocqueville 1805-1859, politicus, historicus, schrijver en politiek filosoof